# زعفران، باکو
زعفران (به لاتین: Zəfəran) یک منطقهٔ مسکونی در جمهوری آذربایجان است که در باکو واقع شده‌است.